# Villarrubio
Villarrubio es un municipio español de la provincia de Cuenca, en la comunidad autónoma de Castilla-La Mancha. Tiene un área de 28,30 km² con una población de 211 habitantes (INE 2015) y una densidad de 7,74 hab./km².

## Historia

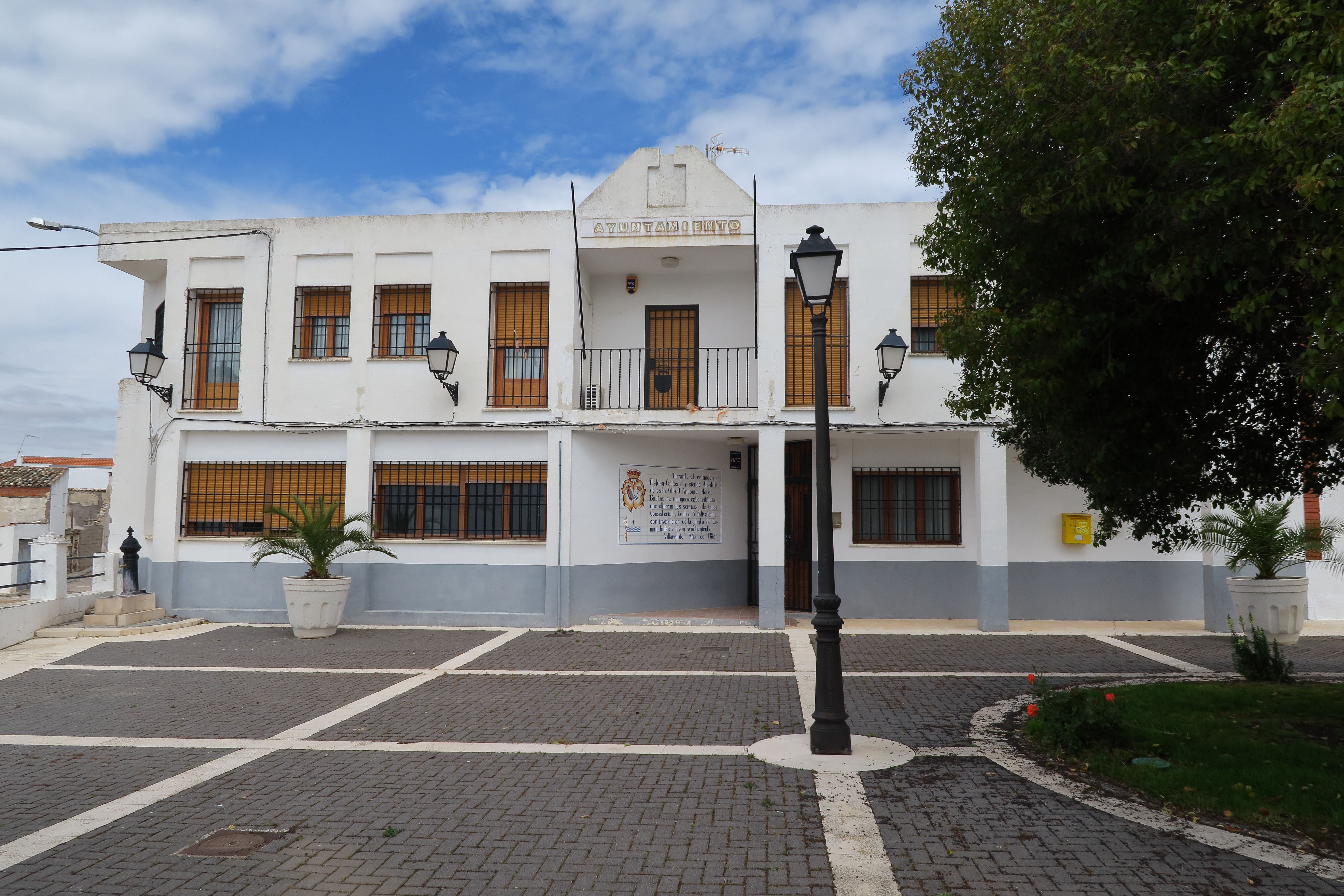
Casa consistorial de Villarrubio

Hace muchos siglos un labrador araba cerca de donde hoy está Villarrubio y se encontró una campana enterrada que tenía una inscripción que decía "Soy del Villar", después se comenzó a asentar gente en aquel lugar que fue llamado "Villar" como muchos otros pueblos de Cuenca en los que antes había habido otro pueblo desaparecido (al cual perteneció la campana en este caso) y después se añadió el sobrenombre de "Rubio" debido al color rojizo del barro del suelo (teoría de Heliodoro Cordente Martínez respecto a la palabra "Villar-Rubio". Cerca de Villarrubio había otras dos aldeas hoy desaparecidas llamadas "San Benito" y "Sicuendes" o "Cicuéndez". El nombre de esta última significaba "Siete Condes", debido al recuerdo de la historia de los siete Condes o nobles que defendieron con su vida al Infante Sancho, heredero del trono de León e hijo de Alfonso VI, cuando escapaba en la batalla de Uclés de los musulmanes, para refugiarse en el Castillo de Belinchón, donde finalmente fue muerto.
Villarrubio perteneció a la Orden de Santiago, que era dueña del monasterio de Uclés.
En la primera mitad del siglo XX se construyó una fábrica de harinas que hoy todavía funciona.
En 1973, siendo alcalde Ángel López, Villarrubio pasó de ser un pueblo totalmente desconocido a las portadas de las revistas debido a que el cantante Nino Bravo falleció el 16 de abril en un trágico accidente de tráfico, en la curva cerrada que daba entrada al pueblo por la antigua N-III, y que hoy se corresponde con la entrada y salida a la A-3 con origen o destino a Valencia. En recuerdo suyo se conserva un pequeño monumento cerca de la carretera.

## Demografía
Villarubio cuenta con una población de 213 habitantes (INE 2024).
| Gráfica de evolución demográfica de Villarubio entre 1842 y 2021                                                    |
| |
| Población de derecho según los censos de población del INE Población de hecho según los censos de población del INE |

| 1991 |  | 1996 |  | 2001 |  | 2004 |  | 2010 |  | 2013 |  | 2014 |
| ---- |  | ---- |  | ---- |  | ---- |  | ---- |  | ---- |  | ---- |
| 264  |  | 235  |  | 231  |  | 253  |  | 255  |  | 235  |  | 219  |

## Iglesia
En la visita diocesana del 2 de septiembre de 1569 se dice: "La Iglesia consta de tres naves, con paredes de yeso al tiempo viejo, que sufren la humedad en invierno. El techo es de madera. Tiene el retablo de talla y pincel viejo. El frontal del altar es bueno. La torre es de mampostería nueva y tiene dos campanas colocadas recientemente, de las que una se quebró pidiéndole responsabilidades a quien las hizo".
Esto quiere decir que la Iglesia actual es posterior a esta fecha. En la visita del 28 de octubre de 1580 se dice: "La iglesia es de paredes de tapias viejas; hay necesidad de que se reedifique de nuevo, excepto la torre, que es de cantería bien labrada". En este escrito se puede entender que la torre actual es anterior a esta fecha y ya hace referencia a la necesidad de construir una nueva iglesia.
En la visita del 23 de mayo de 1655 se habla de una Capilla Mayor "muy deforme y con necesidad de hacerse de nuevo". En este escrito no se especifica si se trata de la antigua iglesia o de alguna capilla conservada de la antigua edificación.
Por los datos que aportan estos escritos se puede deducir que la actual iglesia se construyó sobre el siglo XVII, aunque la torre es anterior al 1580.
La Iglesia es de una sola nave longitudinal y un transecto, dando lugar a una planta de cruz latina, con la entrada en el lateral sur y una torre a los pies del templo, en el extremo oeste. La fábrica es de mampostería, sillarejo y sillares en esquinas, pilastras y arcos fajones.
La torre es de cantería bien labrada. La nave está cubierta por un artesonado de madera, parte del cual es el original (siglo XVII). Posee una cúpula sobre pechinas en el crucero. El tejado es a dos aguas en la nave y a cuatro aguas en la cúpula y la torre.
La torre es cuadrangular, de tres cuerpos y campanario con un ojo en cada cara. El acceso a la torre es mediante un arco de medio punto de piedra bien labrada. En el campanario existen dos campanas como ya se mencionan en los escritos anteriormente comentados. La portada se encuentra en el lateral sur. Es de sillares de piedra bien labrada, de estilo Renacentista, con un arco de medio punto coronado por un frontón triangular, decorado con una hornacina destinada a albergar la imagen de la Virgen. En uno de los laterales se puede observar la fecha "diciembre 1916" (esta fecha puede indicar alguna obra que se hizo en la iglesia, ya que la portada es la original). Las puertas son de madera de pino con herrajes de forja, de estilo castellano del siglo XVII. El cancel es también de madera del siglo XVII y posee gran valor.
En sus orígenes, la bóveda central fue construida con un artesonado de madera. Las vigas descansan sobre ménsulas de madera bien tallada. Posteriormente, hacia finales del siglo XVIII, se construyó una bóveda que ocultó el artesonado y en el año 2001, tras las obras de restauración se eliminó la bóveda dejando a la vista el artesonado restaurado. Sobre el crucero se alza una cúpula sobre pechinas, sustentada por cuatro arcos de medio punto de piedra bien labrada que nacen de cuatro columnas de sillares de piedra bien labrada. En las pechinas se pueden observar cuatro pinturas sobre la vida de la Virgen (Anunciación, Nacimiento, Sagrada Familia y Asunción), de la segunda mitad del siglo chica. Una escalera de piedra bien labrada da acceso al altar mayor. Al lado derecho se encuentra la antigua pila bautismal cuyo origen no se recuerda. El retablo es de madera tallada y dorada, decorado con motivos vegetales, de estilo barroco. Se compone de tres cuerpos con tres calles, culminado en el ático con el tema de la crucifixión. Los dos cuerpos inferiores son reconstruidos hacia la mitad del siglo chica. En la calle central destaca una hornacina de medio punto ornamentada donde se encuentra la imagen de la Virgen del Villar, patrona del pueblo. Destacan sus columnas salomónicas y sus estípites.
La sacristía se encuentra situada en el brazo izquierdo del transecto, con marco de piedra bien labrada. Bajo la ventana del lateral sur se aprecia una piedra calcárea en la cual se encuentran los restos de un escudo. En las piedras que circundan la ventana norte se aprecia claramente la fecha "año de 1691".
En una sala adjunta al templo, de reciente construcción, se observa una portada en piedra procedente de una casa del pueblo en la que se puede observar un escudo y la fecha "año de 1741".

## Zonas del pueblo
Plaza del Coso (La Plaza): Plaza principal, situada en el centro del pueblo. Encontramos una gran isleta central rodeada de arbustos y bancos donde podemos encontrar una antigua fuente, la que dispone de dos caños, de la que se puede beber agua fresca. En las fiestas de agosto es el lugar donde se instala la verbena.
La Tosca: gran plaza con zonas verdes, diferentes tipos de árboles y arbustos y una bonita fuente central.
El Caño: el parque más grande de Villarrubio, en él podemos encontrar grandes zonas verdes, zonas de recreo, con barbacoa y mesas por todo el parque y un gran escenario rodeado de amplias gradas. También encontramos dentro del parque tres pilones; uno de ellos es un pozo, y otro un antiguo lavadero de ropas.
Parque Don Casto Ortega: situado junto al Caño, en él podemos encontrar máquinas deportivas para que las personas mayores puedan hacer diferentes ejercicios. Una gran pista de petanca. Unas bonitas zonas de jardín con todo tipo de plantas y una gran fuente decorativa de chorros.
Polideportivo Municipal: en él se pueden realizar distintos deportes, como puede ser frontón, fútbol, baloncesto y tenis.
Parque Infantil: espacio para los más pequeños del pueblo, con gran variedad de aparatos para el juego.
Lavaderos: como su nombre indica son unos lavaderos, en él que antiguamente la gente del pueblo iba a lavar la ropa. Actualmente lo siguen usando pero para lavar alfombras, mantas y todas las prendas que no entran en la lavadora de casa. El espacio también dispone de jardines, grandes zonas de sombra con bancos.
Plaza del Ayuntamiento: gran plaza adoquinada, a distinto nivel, donde encontramos una pequeña isleta central ajardinada.

## Fallecimiento de Nino Bravo

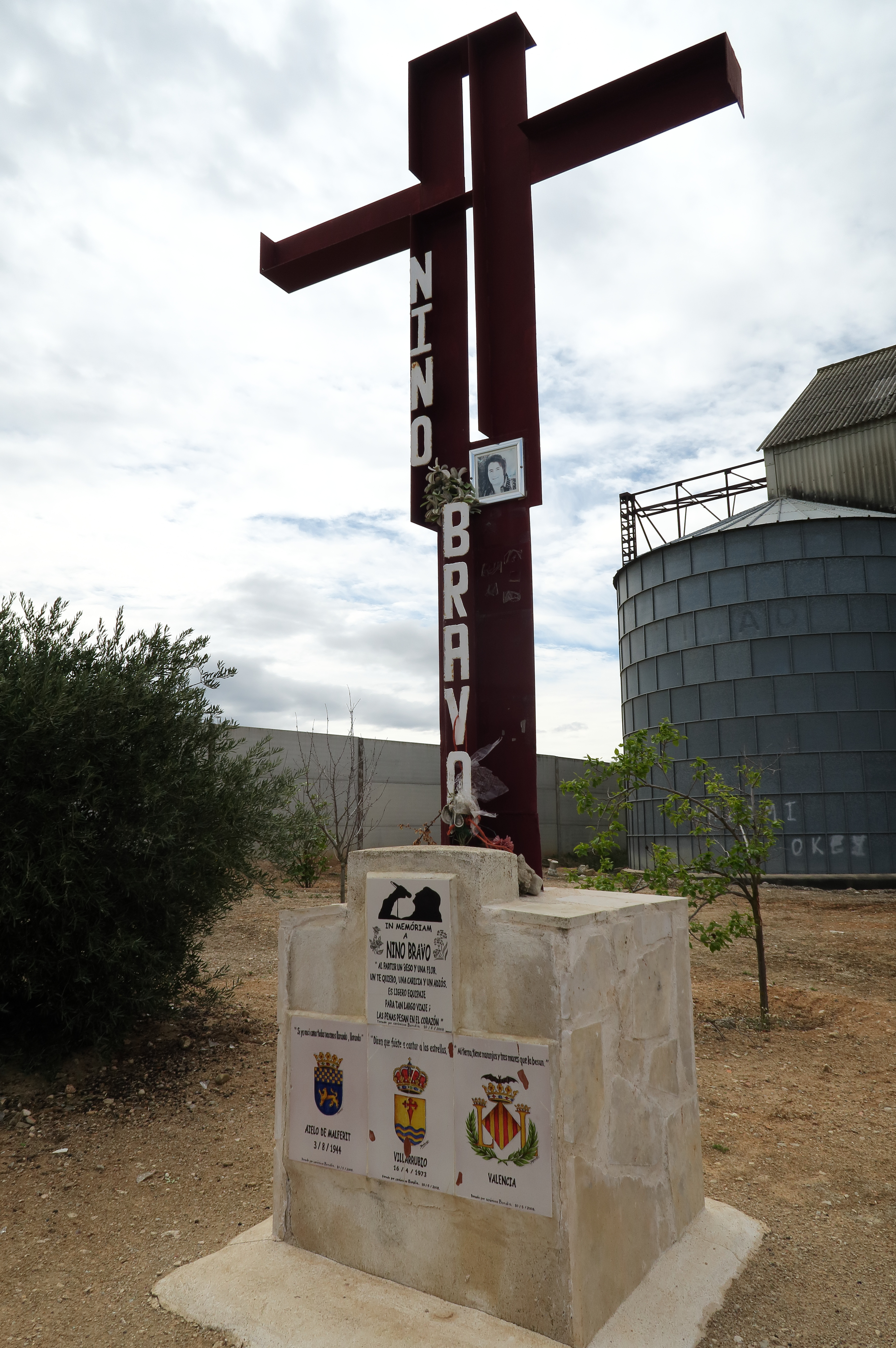
Monumento a Nino Bravo

La mañana del lunes 16 de abril de 1973 Nino Bravo, acompañado por su guitarrista y amigo José Juesas Francés y del Dúo Humo, partieron temprano de Valencia hacia Madrid. Un mes antes Nino Bravo se había convertido en representante del dúo y el motivo del viaje no era otro que acudir al estudio de grabación para que éstos «metieran» la voz para el sencillo. Además del patrocinio, Nino también tenía algunos compromisos menores con su propia casa de discos (Polydor-Fonogram) y el regreso estaba proyectado para el martes 17 por la noche. Se había propuesto realizar el viaje en avión, pero finalmente por diversas circunstancias se decidió hacerlo en el coche recién adquirido por Nino en Valencia, un BMW 2800 de 1970 con placa de matrícula GC-66192. Así, se alejaron de Valencia por la Carretera Nacional III (N-III) entre las 7:30 y las 8:00. Quedaban casi 400 km por delante hasta la capital de España.
Casi dos horas después de viaje, se detuvieron a repostar y desayunar en la localidad conquense de Motilla del Palancar, y antes de las 10:00 prosiguieron camino, pero a pocos kilómetros, en el término municipal de Villarrubio, en una curva en la que ese mismo mes había sucedido un accidente mortal, el vehículo BMW-2800 conducido por el cantante se salió de la carretera y dio varias vueltas de campana. Nino Bravo y los heridos fueron trasladados en varios vehículos de particulares a Tarancón, situado a 13 kilómetros. En un pequeño hospital de monjas mercedarias llamado Santa Emilia recibieron las primeras curas, siendo trasladados con la única ambulancia de que dispone el pueblo a Madrid, a unos 80 kilómetros de distancia. Sin embargo, a escasos kilómetros de la capital de España, el cantante falleció finalmente, ingresando por tanto óbito en el Centro Sanitario Francisco Franco de Madrid (actual Hospital Universitario Gregorio Marañón).